# 柔荑花序

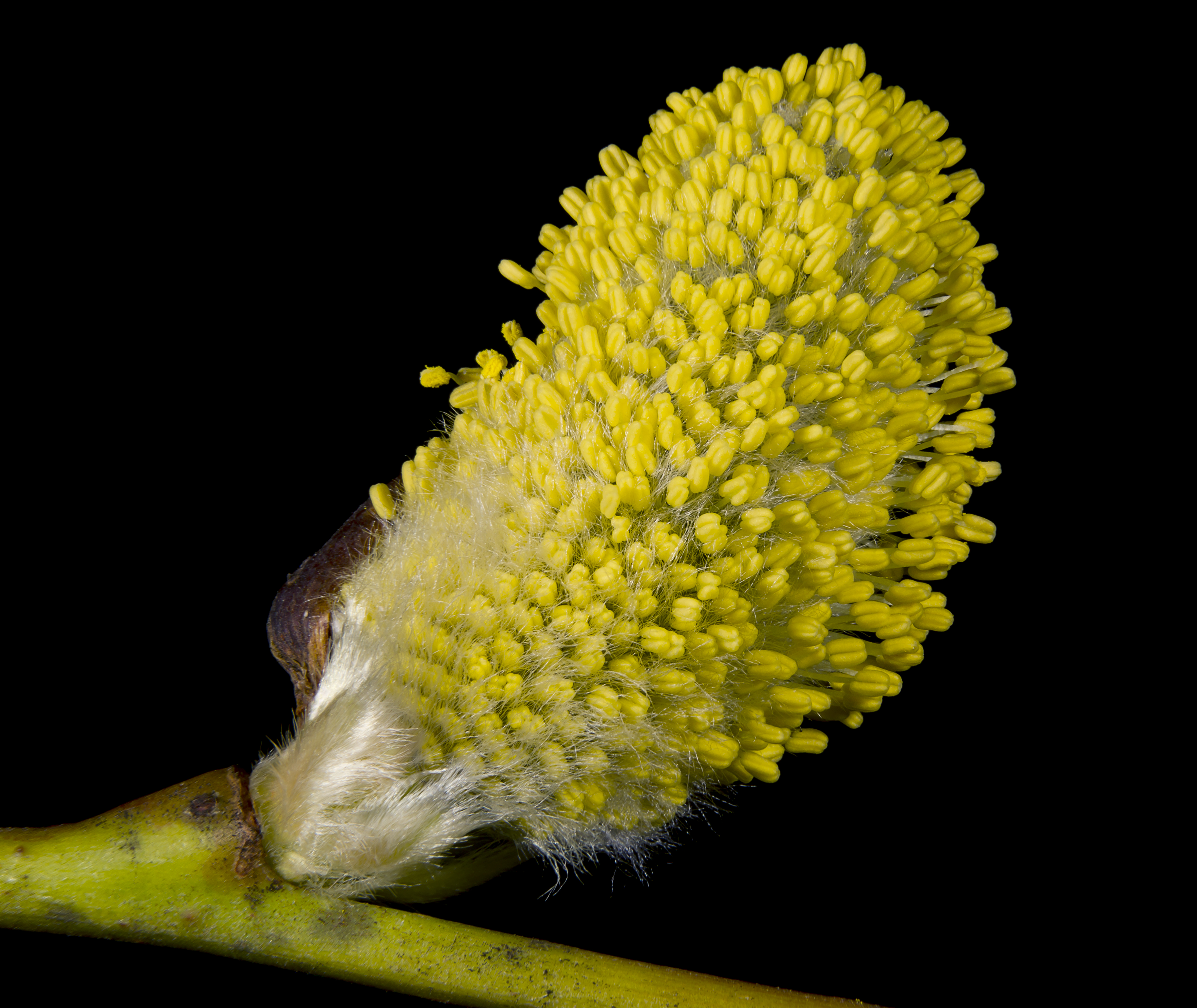
在一株柳屬樹上盛開的雄花的柔荑花序細節。

柔荑花序（catkin；亦作），又写成葇荑花序或尾狀花序，是无限花序的一种、总状花序的變體，花轴上着生许多无柄或短柄的单性花（雌花或雄花），有花被或缺花被。有的花轴柔软下垂,但也有是直立的，开花后一般整个花序一起脱落，大部分无花瓣，多数为单性花、风媒花（以風為传粉媒介），但偶爾也會由昆蟲傳粉。见于樺木科、山毛榉科、桑科及杨柳科等植物，如杨、柳、栎、枫杨、榛等。

## 發生
長有柔荑花序的植物包括多種喬木或灌木，例如桦木属、柳屬、白楊（aspen）、山核桃、甜栗樹和香蕨（Comptonia）等。
在許多這些植物中，只有雄花形成柔荑花序，相對其雌花則作
單花（榛属、栎属）、偽錐花（桤木属）或其他類型（桑树）。在其他植物（如楊樹）中，雄花和雌花都作柔荑花序。
在英國，當歐榛樹長出柔荑花序的雄花，標誌着冬天的來臨：一般在1月或2月，當其他樹木還是光禿禿之時，但最早有時12月就已出現。

## 演化
有一段時間，曾經有人提出過金缕梅亚纲這個分類單元，當中“有柔荑花序”就是這個分類單元的關鍵共有衍徵。然而在分子系统发生学的研究，這個分類單元證實了是個多系群。研究表明柔荑花序在壳斗目和杨柳科出現過至少兩次獨立的趋同演化。這種趨同演化提出了關於花序特徵的祖先可能是什麼的問題，以及柔荑花序是怎樣在這兩個譜系中演化出來的。

## 圖庫

壳斗目物種的柔荑花序
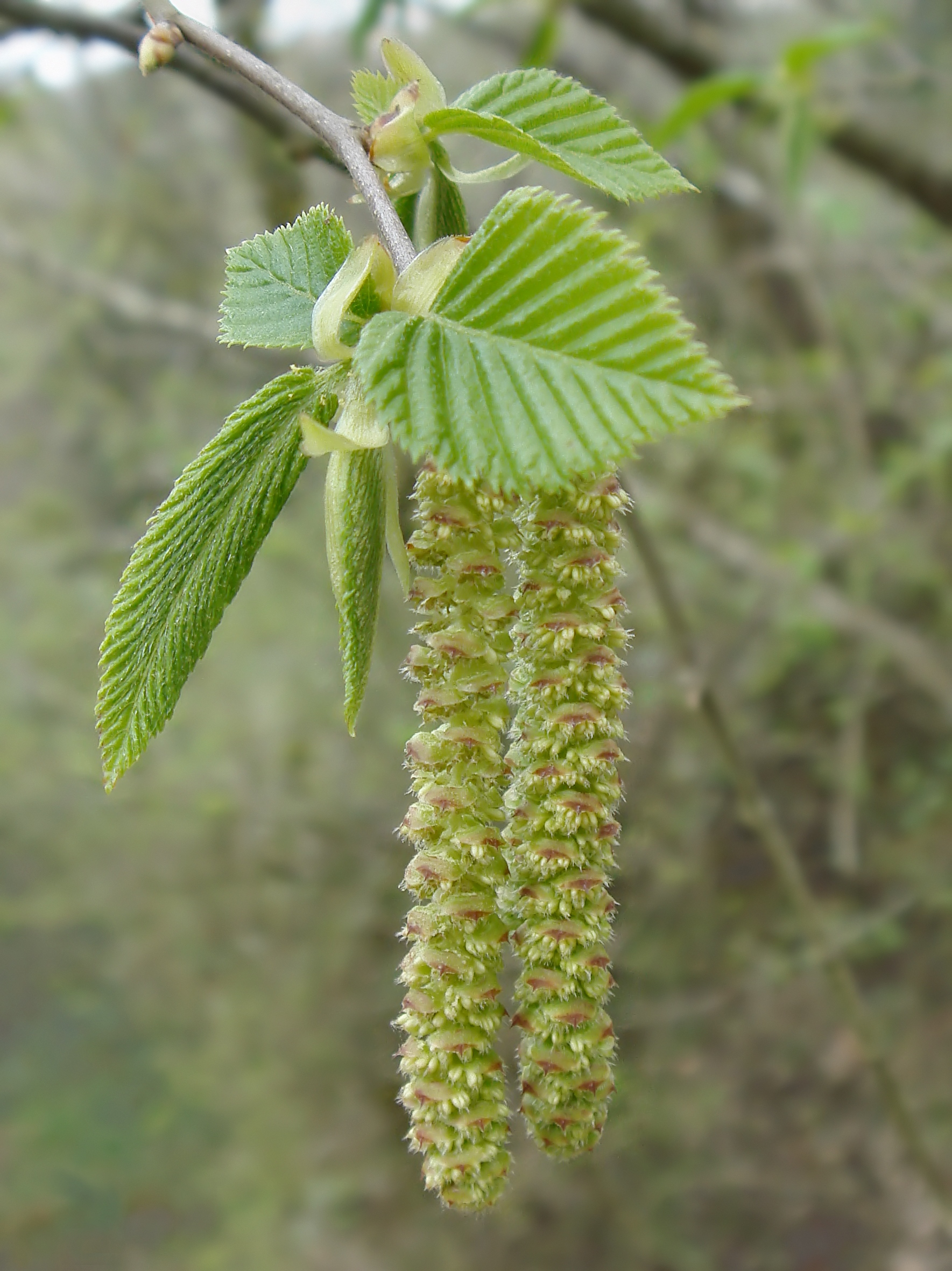
铁木属植物（Ostrya carpinifolia）雄花的柔荑花序
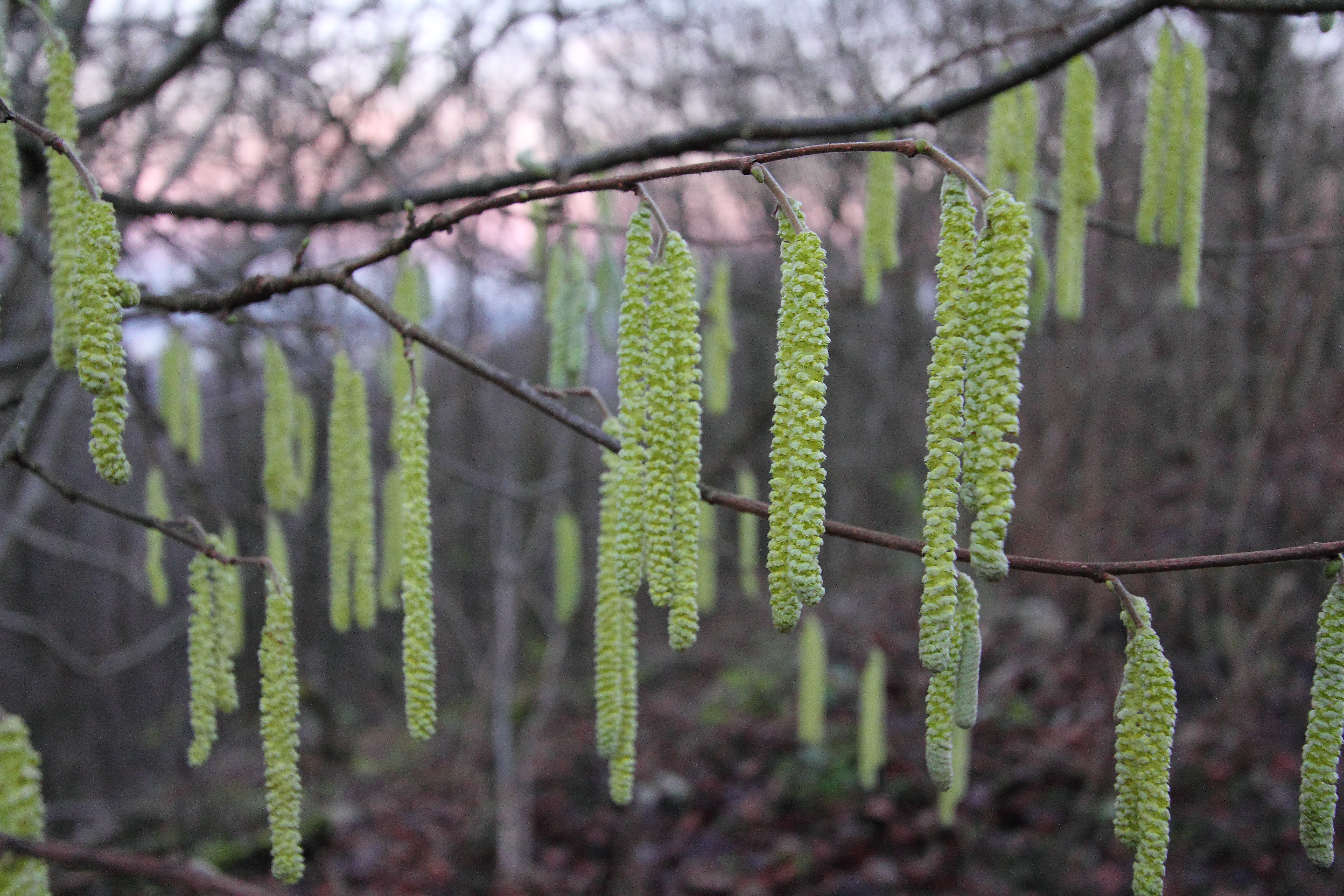
榛属植物（歐榛）的年輕雄花柔荑花序
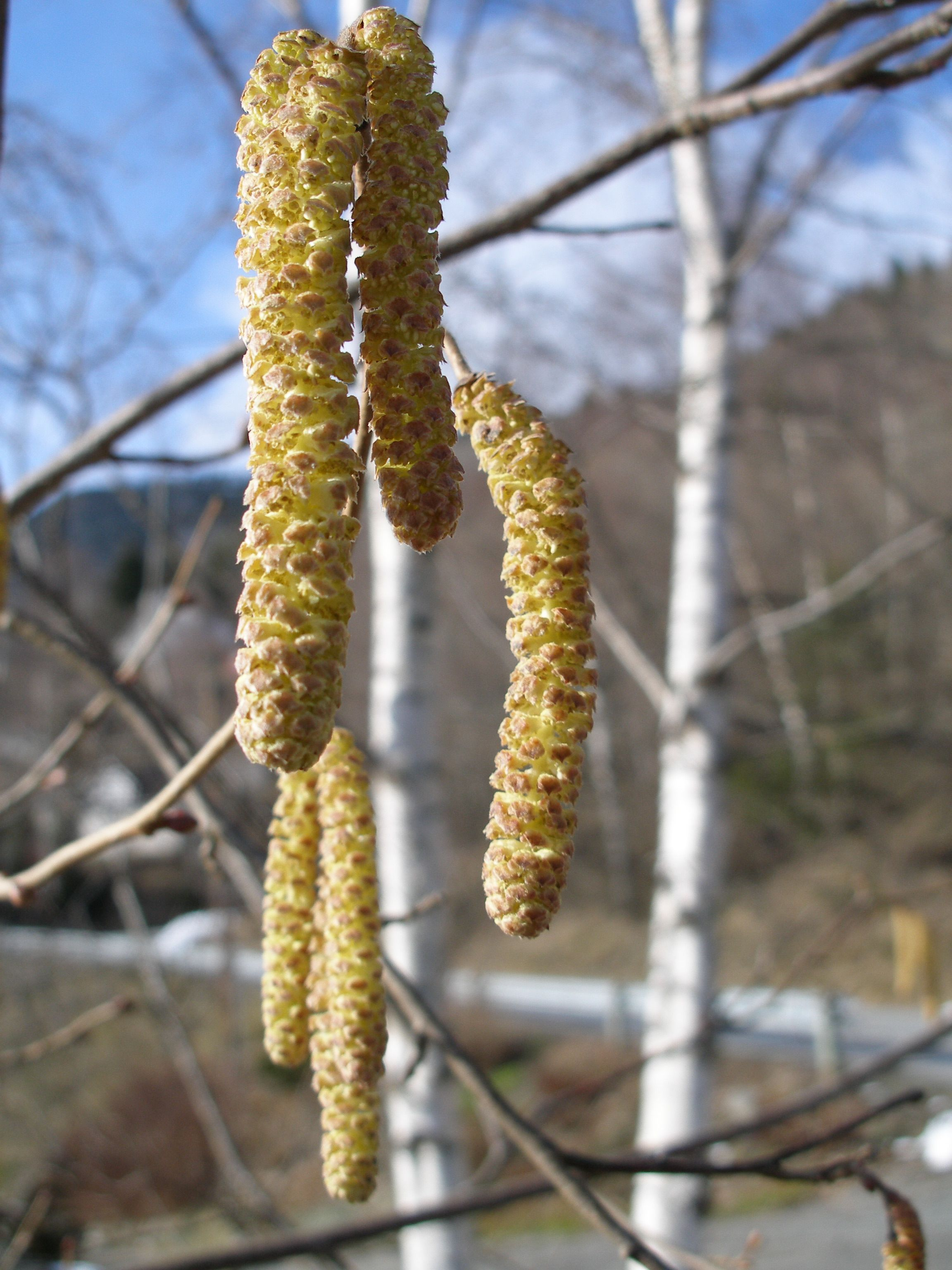
榛属植物（歐榛）成熟了的雄花柔荑花序
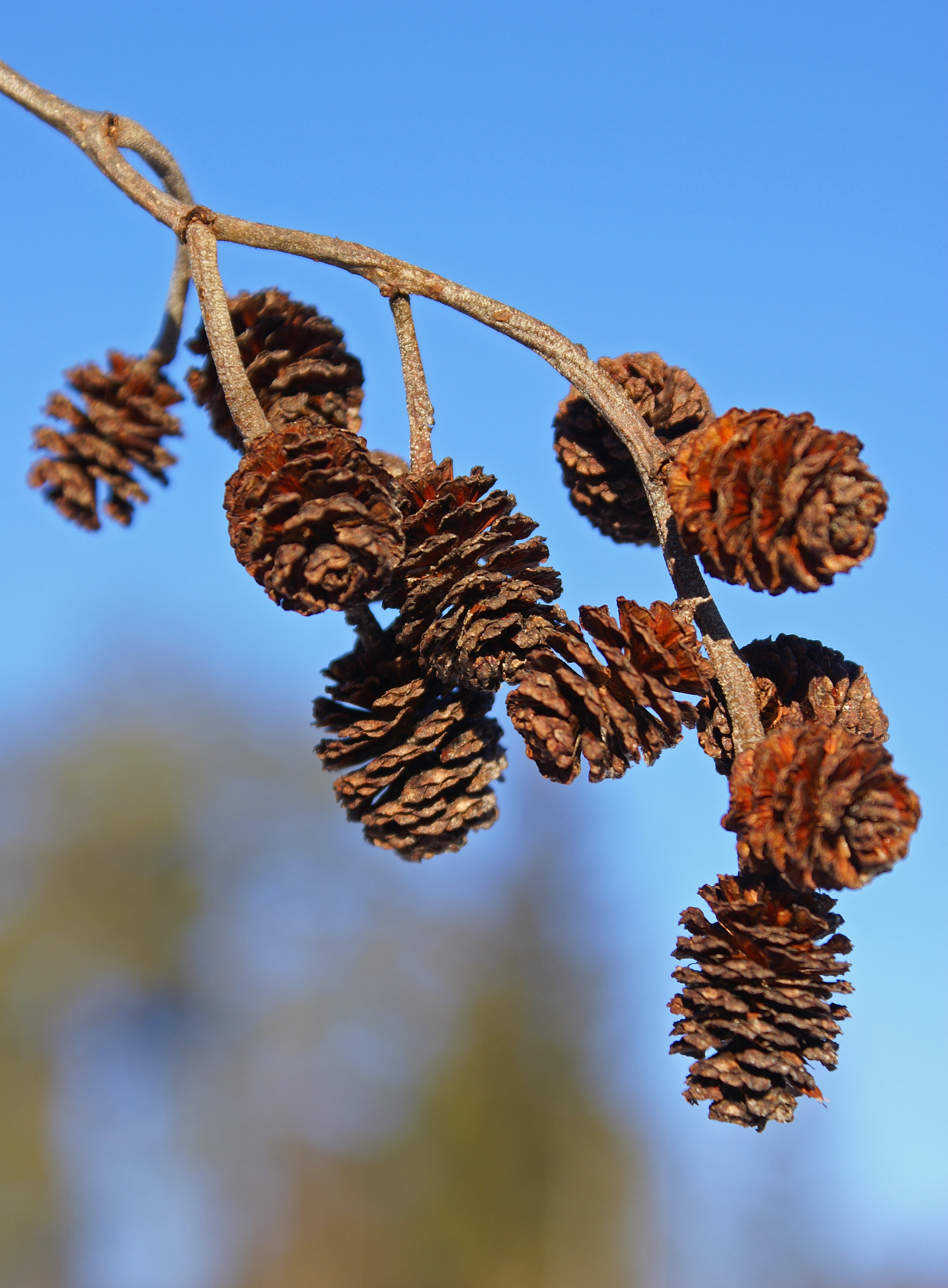
桤木属物種雌花的柔荑花序

杨柳科物種的柔荑花序
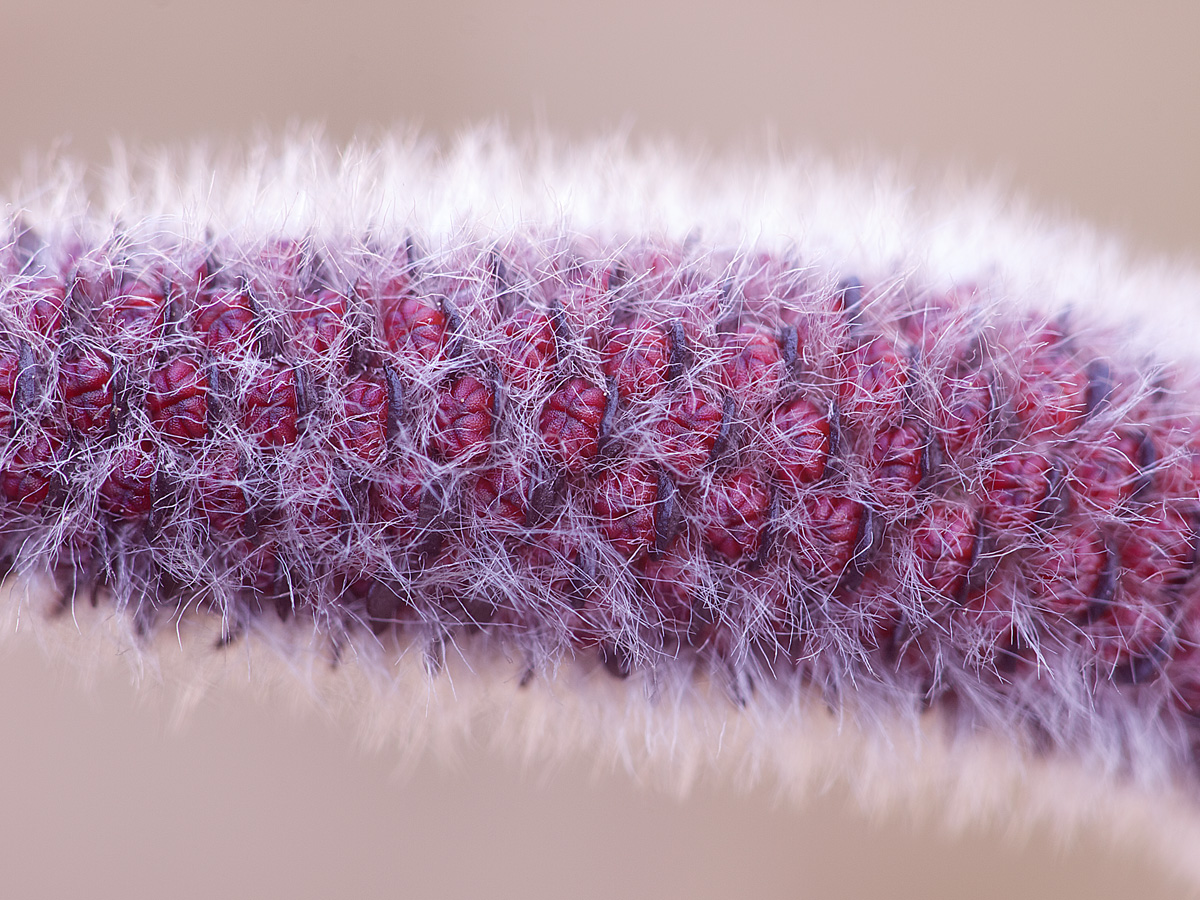
Young male catkin of a willow (柳树 sp.)
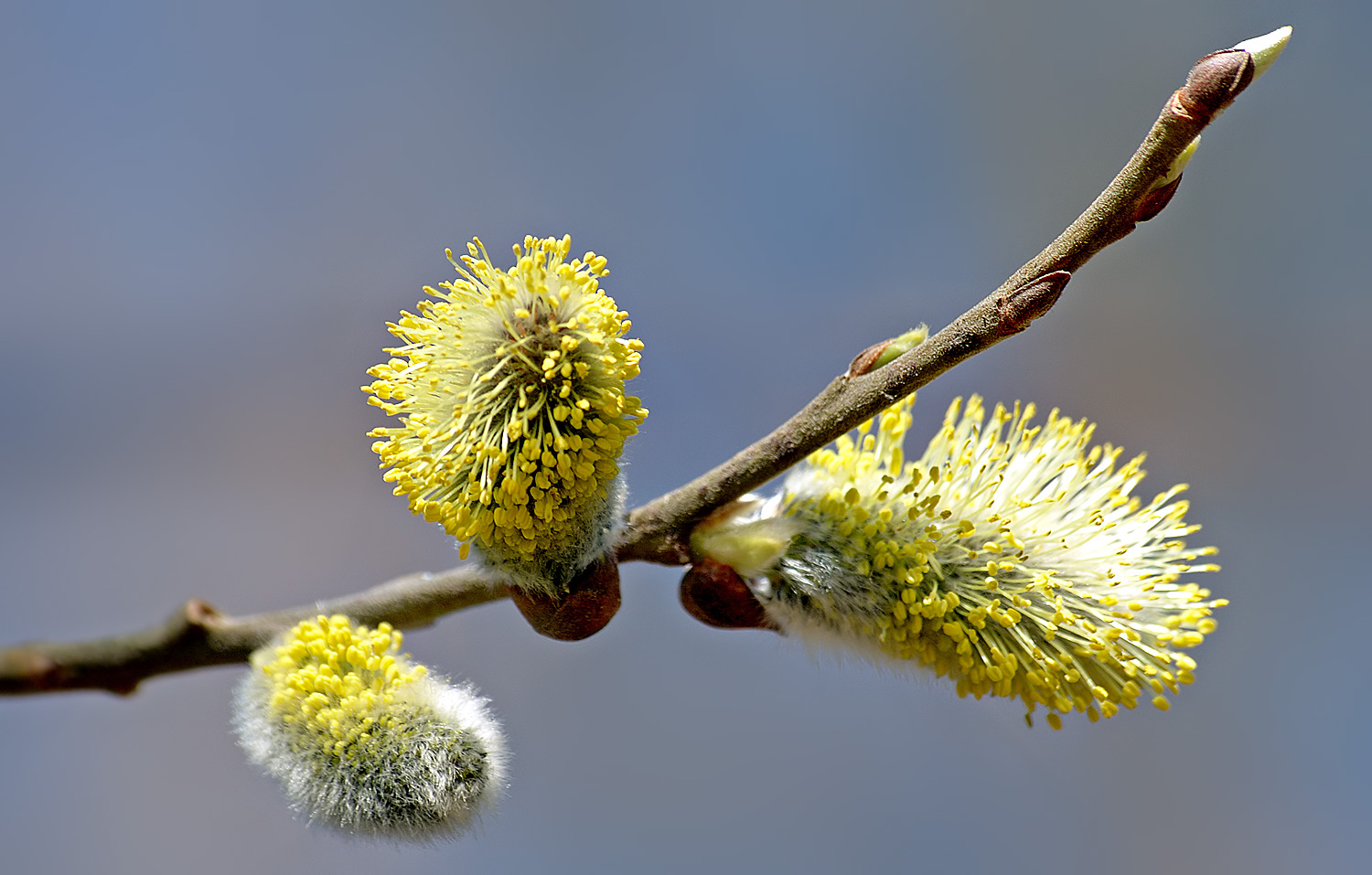
Three male catkins on a willow (柳树 sp.)
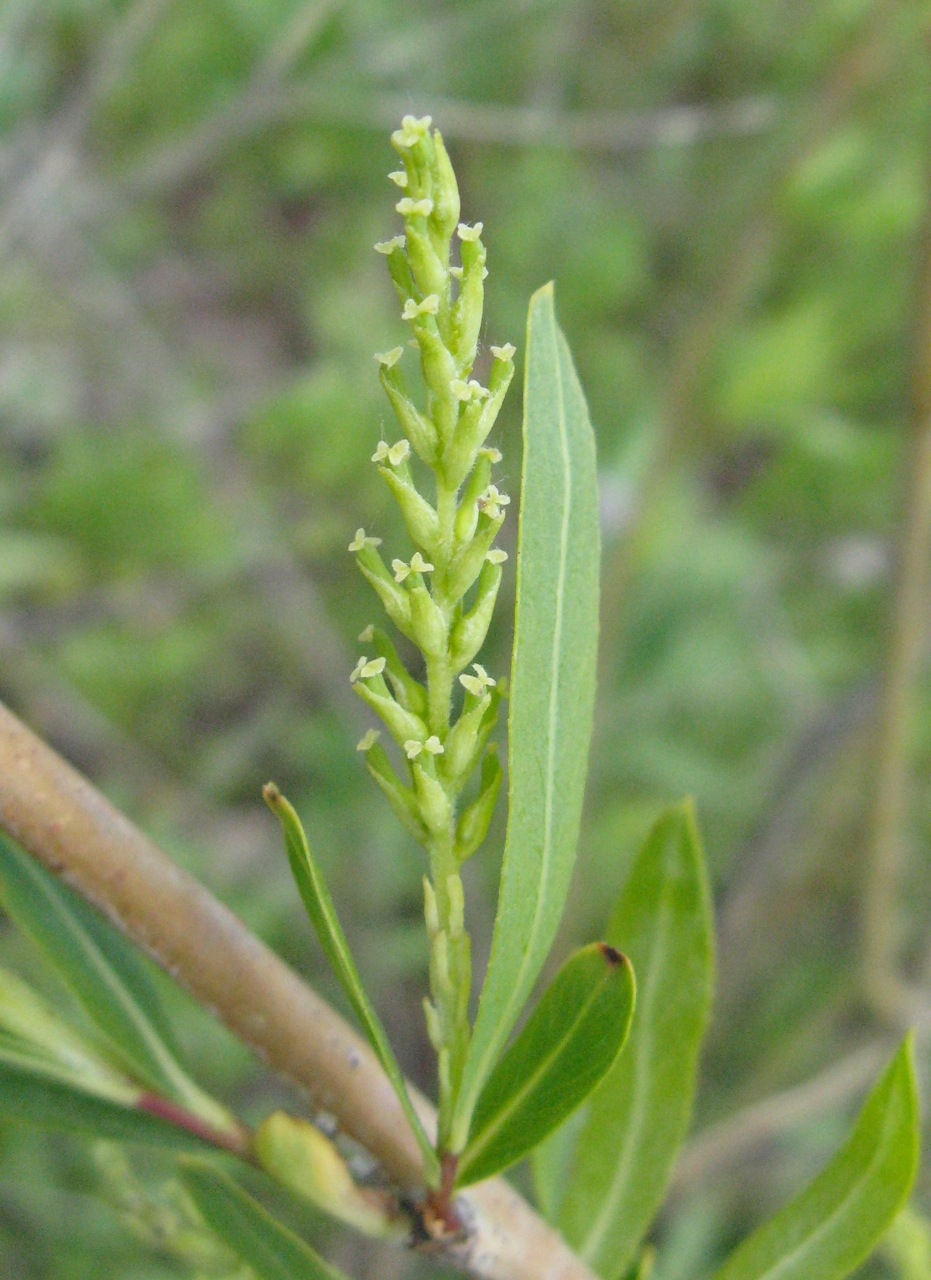
Female flowering catkin on a willow (柳树 sp.)